# Gerow Brook
Gerow Brook – rzeka w Stanach Zjednoczonych, w stanach Nowy Jork oraz Connecticut, w hrabstwach, odpowiednio: Putnam oraz Fairfield. Jest dopływem rzeki Haviland Hollow Brook, de facto tworzy ją, łącząc się z Quaker Brook. Zarówno długość cieku, jak i powierzchnia zlewni nie zostały oszacowane przez USGS. 